# Turniergesellschaft

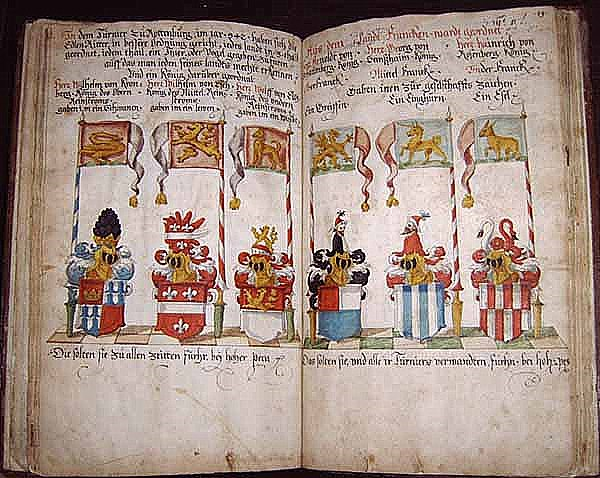
Darstellung einiger Turniergesellschaften in einem Turnierbuch der Herren von Gemmingen

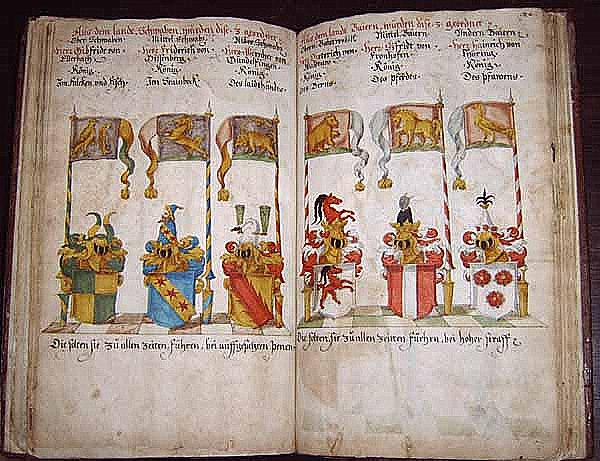
Darstellung einiger Turniergesellschaften in einem Turnierbuch der Herren von Gemmingen

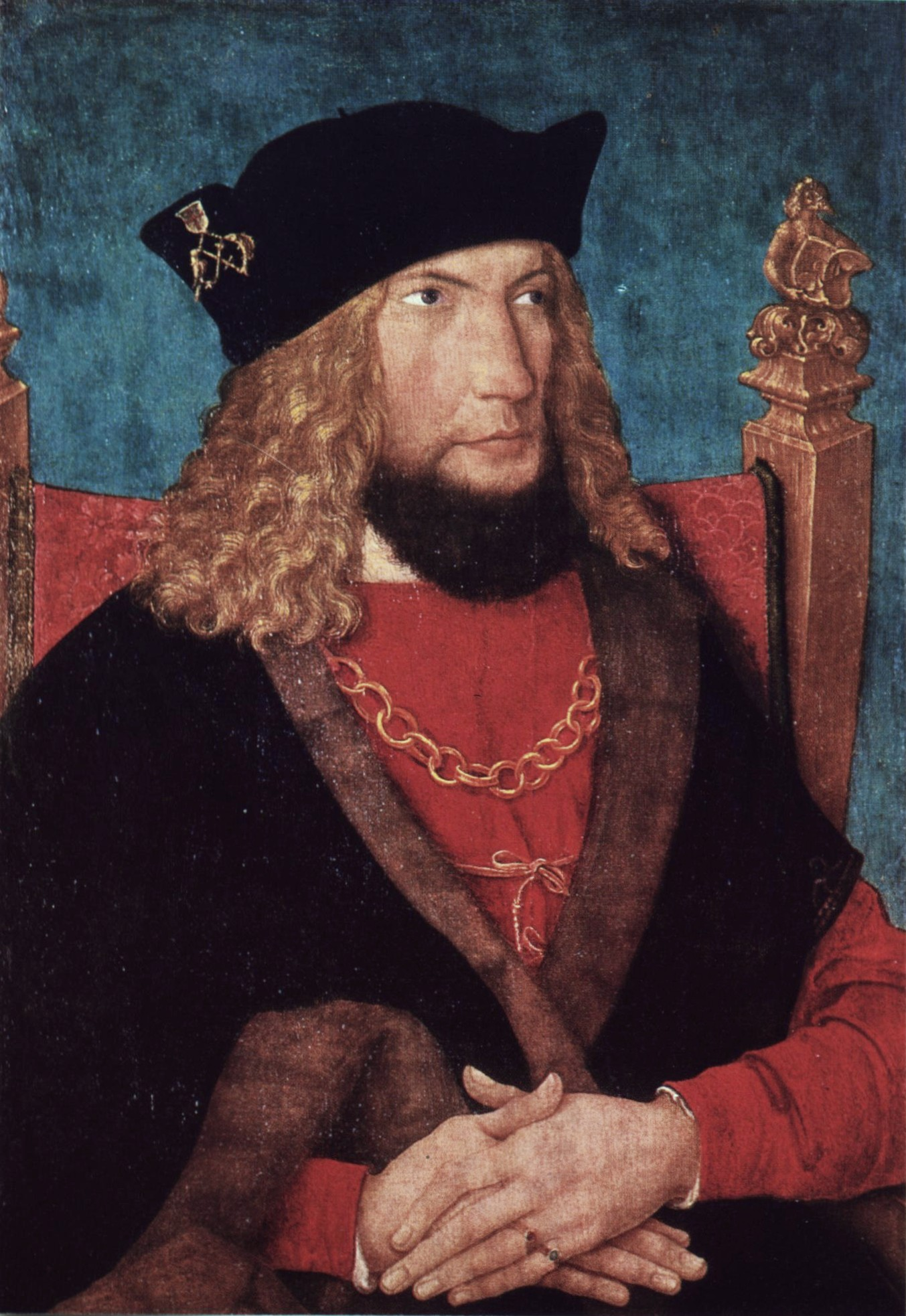
Hans Caspar von Laubenberg mit dem Abzeichen der Gesellschaft vom Fisch und Falken am Hut

Turniergesellschaften, auch Adelsgesellschaften, waren gesellschaftlich und politisch motivierte Zusammenschlüsse turniernder ritterbürtiger Adeliger. In der Öffentlichkeit traten diese Gesellschaften vor allen wegen der regelmäßigen und aufwendigen Durchführung von Ritterturnieren in Erscheinung. 
Obwohl sich diese Vereinigungen meist nur als Gesellschaft bezeichneten, wurden sie wegen der Öffentlichkeitswirkung ihrer Turniere später fälschlicherweise meist als Turniergesellschaften wahrgenommen und bezeichnet. Jedoch war das Turnieren nur ein Teilaspekt dieser Adelsgesellschaften. Selbst bei der großbürgerlichen Patriziergesellschaft Zur Katz kann man, obwohl sie – ungewöhnlich genug für eine ursprünglich nichtadlige Vereinigung – in Nachahmung des ritterlichen Adels auch Turniere veranstaltete und als einzige sich selbst als Thonergesellschaft bezeichnete, keineswegs von einer allein auf Turniere fokussierten Gesellschaft sprechen.
Trotz des Vereinigungsverbotes in Art. 15 der Goldenen Bulle Kaiser Karls IV. aus dem Jahr 1356 traten seit dem 14. Jahrhundert bis in das 16. Jahrhundert zahlreiche derartige Gesellschaften in Erscheinung. Teilweise waren sie vom Vereinigungsverbot ausgenommen (beispielsweise die Fürspängler oder die Gesellschaft mit dem Esel etc.) Man geht davon aus, dass manche Gesellschaften schon länger bestanden. Beispielsweise wurde der Basler Bund der Sterner 1265 gegründet, der hessische Sternerbund 1396.
Wegen der im 14. Jahrhundert zunehmenden königlichen Erhebungen von in Städten lebenden Niederadeligen und zu Vermögen gekommenen Bürgerlichen zu Rittern versuchte sich der alte Ritteradel durch die Gründung von Gesellschaften mit strengen Aufnahmebedingungen gegen diese Emporkömmlinge abzugrenzen. Die Aufnahmebedingungen sahen beispielsweise vor, dass mehrere Generationen zurückreichende Ahnenproben vorgelegt werden mussten, welche die adelige Abstammung bestätigten. Auch war es üblich die Mitgliedschaft nur zu gewähren, wenn  mindestens 50 Jahre Turnierteilnahme durch den Beitrittswilligen oder seine Vorfahren  nachgewiesen werden konnten. War der Beitrittswillige in einer Stadt geboren oder lebte er überwiegend in Städten und ging städtischen Berufen nach, war in den meisten Gesellschaften eine Aufnahme nicht möglich.  
Die räumliche Verteilung solcher Gesellschaften in Deutschland und Europa war sehr unterschiedlich. Man beobachtet jedoch eine starke Konzentration auf den süddeutschen bzw. oberdeutschen Raum mit Ausnahme der Schweiz.
Die Gesellschaftsgenossen waren durch einen auf die Gesellschaftsstatuten zu leistenden Eid miteinander verbunden. Die Statuten beinhalteten Regelungen zur Durchführung von repräsentativen Turnieren und Feiern, ein Friedensgebot untereinander, die Pflege ritterlicher und adeliger Kultur, eine strenge Kleiderordnung und meist auch eine gegenseitige Beistands- und Schutzpflicht. Darüber hinaus regelten sie die innere Organisation dieser Gesellschaften. Beispielsweise war es üblich, dass ein auf meist ein Jahr gewählter Hauptmann oder König die Gesellschaft führte. Die Namen gaben sich die Gesellschaften meist nach Tieren, Heiligen oder seltener nach Gegenständen, die sie als Symbole an ihrer Kleidung trugen.